# Saint-Jouin-de-Milly
 Saint-Jouin-de-Milly  es una población y comuna francesa, situada en la región de Poitou-Charentes, departamento de Deux-Sèvres, en el distrito de Bressuire y cantón de Cerizay.

## Demografía
| 322 | 287 | 252 | 230 | 232 | 252 |
| Para los censos de 1962 a 1999 la población legal corresponde a la población sin duplicidades (Fuente: INSEE [Consultar]) |     |     |     |     |     |